# Filaret Cuzmin
Filaret Cuzmin (nume laic Iurie Cuzmin; n. 30 ianuarie 1979, Donici, raionul Orhei, RSS Moldovenească, URSS) este un arhiereu al Bisericii Ortodoxe din Moldova, episcop de Căpriana și vicar al Mitropoliei Chișinăului și a întregii Moldove. El ocupă, în același timp, funcția de stareț al Mănăstirii Căpriana.

## Biografie
Filaret Cuzmin s-a născut și a crescut într-o familie numeroasă, având zece copii. După trecerea în neființă a tatălui său, mama sa a rămas văduvă la doar 48 de ani, cu majoritatea copiilor. La o vârstă fragedă, el a simțit chemarea de a sluji lui Dumnezeu și a plecat la Mănăstirea Cușelăuca. Acolo, sub îndrumarea maicii starețe Agnesia Izbaș, și-a descoperit vocația monahală și a fost tuns călugăr la doar 17 ani la Mănăstirea Dobrușa. Mai târziu, a fost hirotonit ierodiacon și ieromonah, iar momentul crucial din viața sa a fost numirea sa ca stareț la Mănăstirea Căpriana.
A fost ales episcop de Căpriana și vicar al mitropoliei Chișinăului și a întregii Moldovei la propunerea mitropolitului Vladimir Cantarean și cu acordul patriarhului Chiril al Moscovei și a întregii Rusii. La data de 22 octombrie a fost hirotonit episcop în Catedrala mitropolitană „Nașterea Domnului” din Chișinău, într-un eveniment istoric pentru Biserica Ortodoxă din Moldova, deoarece după un timp îndelungat întâistătătorul Bisericii Ortodoxe din Moldova a oficiat hirotonia în treapta de episcop.